# Хамонд (Висконсин)
Хамонд (енгл. Hammond) град је у америчкој савезној држави Висконсин.

## Демографија
По попису из 2010. године број становника је 1.922, што је 769 (66,7%) становника више него 2000. године.
| Група             | 2000.         | 2010.         |
| Белци             | 1.136 (98,5%) | 1.808 (94,1%) |
| Афроамериканци    | 1 (0,1%)      | 10 (0,5%)     |
| Азијати           | 2 (0,2%)      | 14 (0,7%)     |
| Хиспаноамериканци | 3 (0,3%)      | 56 (2,9%)     |
| Укупно            | 1.153         | 1.922         |